# Большое Ермаково
Большо́е Ерма́ково (чув. Ермакьел) — село в Кошкинском районе Самарской области, административный центр сельского поселения Большое Ермаково.

## География
Находится на расстоянии примерно 14 километров по прямой на север от районного центра села Кошки.

## Название
Название поселения происходит от личного имени чув. Йӗрмек, где йӗр — «плакать». Это имя давали часто плачущим и капризничающим новорождённым.

## История
Основано в 1710 году. С середины XIX века проживают также русские. Церковь Рождества Архангела Михаила. Работали колхозы «Новое Хозяйство», им. Горького, «Трактор», им. Шубникова, им. Ленина. На начало 1898 года 509 жителей.

## Население
Постоянное население составляло 407 человек (чуваши 74 %) в 2002 году, 383 в 2010 году.